# 월터 크롱카이트
월터 릴랜드 크롱카이트 주니어(영어: Walter Leland Cronkite, Jr., 1916년 11월 4일 ~ 2009년 7월 17일)는 미국의 언론인이자 뉴스 진행자이다.
CBS 이브닝 뉴스의 진행자로 유명하며 케네디 암살 사건, 베트남 전쟁, 아폴로호의 역사적인 달 착륙 순간 등이 그의 대표적 보도였다. 1981년 3월 6일을 마지막으로 뉴스의 앵커자리를 댄 래더에게 넘겨주었다.
2009년 7월 17일 뉴욕에 있는 자신의 집에서 92세의 나이로 숨을 거두었다. 뇌혈관 장애로 숨을 거둔 것으로 알려졌다.
뉴스 캐스터로 활동할 때 그의 뉴스 클로징 맨트는 And that's the way it is였다.